# Beatriz Galindo
Beatriz Galindo, llamada la Latina (Salamanca, c. 1465-Madrid, 23 de noviembre de 1535), fue una aristócrata castellana de la corte de los Reyes Católicos. Tras trabajar como «moza de cámara» o «criada» de la reina Isabel, en 1491 se casó con el secretario y artillero Francisco Ramírez de Madrid. Tuvieron dos hijos de los que descienden las casas nobiliarias de Bornos y de Rivas. A la muerte de su esposo, ejerció mecenazgo caritativo-religioso, fundando un hospital y dos conventos.
Durante siglos se le atribuyó haber sido maestra de latín de la reina y sus hijas, alumna de la Universidad de Salamanca, escritora e incluso traductora de clásicos griegos. Hoy día se considera esta visión un falso mito que no tiene ningún soporte en las fuentes documentales.

## Biografía
Natural de la ciudad de Salamanca, su fecha de nacimiento aún suscita algunas dudas: la mayoría de investigadores la sitúan en 1465, pero algunos en 1464.
Nació en el seno de una familia hidalga que había sido acaudalada pero estaba venida a menos. Era probablemente hermana de Gaspar de Gricio, que tuvo en la corte el cargo de secretario del príncipe Juan y que después lo fue de la reina Isabel; por tanto su padre sería el zamorano Juan López de Gricio. Algunos autores han afirmado que su padre habría sido Martín Fernández Galindo, caballero de Écija y comendador de la Orden de Santiago.

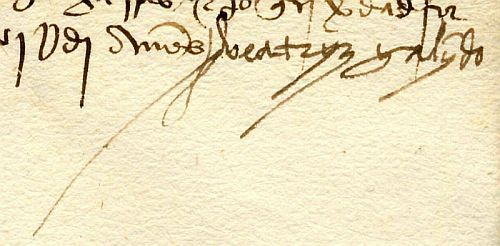
Firma hológrafa de Beatriz Galindo (Granada, 19 de marzo de 1501).

Sus padres destinaron a Beatriz a ingresar en un convento y, para rebajar la dote que tendrían que pagar para su ingreso, le hicieron aprender latín. Sin embargo, en 1486 fue llamada por la reina Isabel la Católica a la corte. Allí trabajó como «moza de cámara» o «criada» de la reina, encargándose principalmente de la ropa de la habitación de Isabel. Recibía un modesto salario de 15.000 maravedíes anuales que complementaba con pequeños regalos de la reina como el resto de las criadas.Se hizo «muy privada» y querida de los reyes, según comentó el cronista Lucio Marineo Sículo, que también afirmó que se le apodó la Latina porque hablaba con fluidez dicha lengua. Este apodo lo llevaron también otras mujeres de la corte.
Casó en 1491 con el capitán artillero y consejero de los Reyes Católicos Francisco Ramírez de Madrid. La boda había sido acordada por la reina Isabel, que le regaló a Beatriz una dote de 500 000 maravedíesy otros 400.000 maravedíes para el traje de novia y la celebración. Francisco era viudo y casi doblaba en edad a Beatriz. La ceremonia tuvo lugar en Santa Fe en la Navidad de 1491.
Beatriz dio a luz a dos hijos. El primero, Fernán (o Fernando), nació en Madrid en 1492 y fue apadrinado por el rey Fernando. El segundo, llamado Nuflo u Onofre, debió nacer poco después. La reina obligó a Francisco Ramírez a favorecer  en su testamento a estos niños, sobre todo a Fernán, en detrimento de los seis hijos fruto de su matrimonio anterior.En 1496, tanto Fernán como Nuflo entraron al servicio del príncipe de Asturias (Juan) como pajes y, a la muerte de este, pasaron a la casa de los Reyes.En 1499, los reyes nombraron a Fernán montero mayor del príncipe Miguel y donaron a Beatriz unos edificios en Écija.
Francisco Ramírez murió en 1501 luchando contra mudéjares cerca de Marbella. En su testamento había establecido sendos mayorazgos para los dos hijos de Beatriz y a esta como usufructuaria de los cuantiosos bienes de sus hijos. Como curador de los niños nombró al hermano de Beatriz, Gaspar de Gricio. Sin embargo, Beatriz quedó disgustada porque su marido había perjudicado innecesariamente a Nuflo, había dispuesto de bienes privativos de ella y había eliminado de la sucesión de los mayorazgos a los familiares de Beatriz.Los reyes le concedieron numerosos favores a Beatriz: la condonación de todas sus deudas con la Hacienda regia; que todos los pleitos contra ella fueran vistos en lo sucesivo por el Consejo real; reconocimiento de hidalguía para toda la familia y, para Fernán, las tenencias de la fortaleza de El Pardo y de Salobreña y el título de comendador de la Orden de Santiago.El favoritismo de la Corona hacia Fernán ha hecho pensar a algunos historiadores que el niño podía ser en realidad hijo del rey Fernando, fruto de una relación extramatrimonial con Beatriz que, al resultar en su embarazo, llevó a casarla rápidamente con un cortesano de confianza.
Beatriz era tan rica gracias a su matrimonio que le pudo prestar a los reyes 1.200.000 maravedíes. No obstante, en 1504 seguía oficialmente al servicio de la reina Isabel, que le encargó la penosa tarea de llevar tres bestias de carga de Segovia a Medina.Al fallecer la reina, Beatriz formó parte de la comitiva que llevó su cadáver a Granada.El año siguiente, el rey Fernando le encargó encontrar una sentencia dada por el Consejo.La influencia de Beatriz en la corte declinó al morir el rey y sucederle su nieto Carlos I.
Beatriz llevó a cabo la última voluntad de su marido de fundar un hospital, que fue el denominado hospital de la Latina.También fundó los conventos o monasterios de la Concepción Francisca y la Concepción Jerónima, todos en Madrid. En sus últimos años de vida, Beatriz tuvo varios enfrentamientos judiciales con los establecimientos religiosos que había fundado.
Beatriz, que tenía 36 años cuando enviudó, no volvió a casarse y adoptó una vida casi de monja. Su relación con su hijo Fernán fue tirante, incluyendo pleitos judiciales, y llevó al rey a intervenir en algunas ocasiones.Beatriz vio morir tanto a Fernán (1529) como a Nuflo (1525 o 1526). Al morir ella en 1535, tenía 14 nietos vivos. Sus descendientes constituyeron las casas nobiliarias de Bornos (rama de Fernán) y de Rivas (rama de Nuflo).

## Formación del mito
Según Lucio Marineo Sículo, cronista que coincidió con Beatriz Galindo en la corte de 1497 a 1504, el papel de Galindo era el de camarera y consejera de la reina Isabel:

...camarera y consejera de la misma Reina, mujer muy adornada de letras y santas virtudes, la cual, así por estas como por la doctrina singular, fue muy privada y bienquistada en la casa real; y, por la lengua latina, que hablaba sueltamente, fue dicha por sobrenombre La Latina.
Lucio Marineo Siculo, De las cosas memorables de España, 1530

Es cierto que la reina Isabel estipuló que todo el personal de su corte aprendiera latín y otras competencias como el canto, la natación y el ajedrez. La reina se rodeó de mujeres que tenían cierta cultura, como Juana de Contreras, Isabel de Vergara, Florencia Pinar, Magdalena de Bobadilla, Catalina de Medrano y María Pacheco. A este grupo les denominó Cristina Segura las “puellae doctae”, es decir, “mujeres sabias”.Según la profesora Segura, Beatriz Galindo formaba parte de este grupo de mujeres.
Años después de la muerte de Beatriz Galindo, en 1548, el cronista Gonzalo Fernández de Oviedo dijo de ella que: 

Beatriz Galindo por otro nombre la llamaron la Latina, porque así lo era, e vino doncella a enseñar gramática a la Reina Católica, y le enseñó las letras latinas
Gonzalo Fernández de Oviedo, Libro de la Cámara Real del príncipe don Juan

Tres años después, en otra obra la describió como:

siendo... honesta y virtuosa, adornada de virtudes, informada la Reina Católica doña Isabel de su persona y honestidad y que era gentil latina, la quiso tener a par de sí en su cámara, porque enseñase a su Alteza la lengua latina.
Gonzalo Fernández de Oviedo, Batallas y quincuagenas

Oviedo es la única fuente que afirma que Galindo fuese maestra de la reina.Para entonces el cronista tenía ya 74 años y, por estar recordando eventos de su lejana infancia, a menudo cometía imprecisiones.No obstante, el supuesto papel de Galindo como maestra fue aceptado sin críticas hasta bien entrado el siglo XX.
Lope de Vega, ya en el siglo XVII, compuso un epitafio para Francisco Ramírez en el que incluyó una estrofa que exaltaba a su esposa Beatriz comparándola con Nicóstrata, la mítica inventora del alfabeto latino:

Su querida Beatriz, su prenda amada 
por segunda Nicóstrata tenida,
célebre vivirá de gente en gente,
con nombre de Latina eternamente.

Lope de Vega

La primera biografía de Beatriz Galindo fue escrita en 1721 por un presbítero de la Casa de Bornos, es decir, de los descendientes del primogénito de Galindo. Esta obra exaltó el papel de la Latina en la Corte y recogió supuestos milagros que se le atribuían en Madrid, probablemente para lograr su beatificación.
Según se ha escrito durante siglos, a causa de su inteligencia y afición a las letras, sus padres la eligieron entre las hijas del matrimonio para destinarla al claustro, y decidieron que tomase clases de gramática en una de las escuelas de la Universidad de Salamanca. A los quince años de edad, se llegó a deicr, leía y traducía bien los textos clásicos, y hablaba latín con fluidez. Su fama se extendió primero por Salamanca y después por todo el reino y empezó a ser conocida como la Latina. Algunos autores afirmaron que Galindo dominaba el griego. Otros le atribuyeron la realización de varios poemas y de dos ensayos titulados Notas y comentarios sobre Aristóteles y Anotaciones sobre escritos clásicos, todos ellos perdidos.
En el siglo XX algunos historiadores llegaron a afirmar que Beatriz Galindo fue maestra de cinco reinas: la propia reina Isabel y sus cuatro hijas: Juana, reina de Castilla; Catalina, reina de Inglaterra, e Isabel y María, reinas ambas de Portugal,algo que en la actualidad se rebate,ya que el maestro de latín oficial de las princesas fue fray Andrés de Miranda. Otros se llegaron a inventar que Galindo habría sido miembro del Consejo de los Reyes Católicos.
El estudio de los libros de cuentas de los Reyes Católicos y de los archivos de la Casa de Bornos permitieron a Antonio de la Torre y a Pedro Porras realizar las primeras biografías «históricas» de Beatriz Galindo, por oposición a las anteriores que habían sido sobre todo «laudatorias». Mostraron así que Galindo había sido una mera criada en la corte, sin ninguna función didáctica o académica.
En 2019, la profesora Ana María Carabias Torres realizó, a petición del del Servicio Territorial de Cultura y Turismo de la Junta de Castilla y León, un estudio histórico que, remontando a las fuentes documentales disponibles, concluyó que la historia construida en torno a Beatriz Galindo era «una fábula, una historia ficticia que a día de hoy es políticamente correcta». Carabias confirmó que Beatriz Galindo trabajó como «moza de cámara» o «criada» de la reina Isabel, y no como su maestra. Señaló que las crónicas indican que la reina empezó a estudiar latín o bien antes de 1482 o bien en 1492 pero en ningún caso en 1486, que es cuando Galindo llegó a la corte. Su salario, además, era muy inferior al de los auténticos maestros de la corte, y correspondía al de las lavanderas, pasteleras y panaderas. Tampoco consta que estudiase nunca en la Universidad de Salamanca y mucho menos que impartiese clases allí.

## Posteridad

### Monumentos funerarios

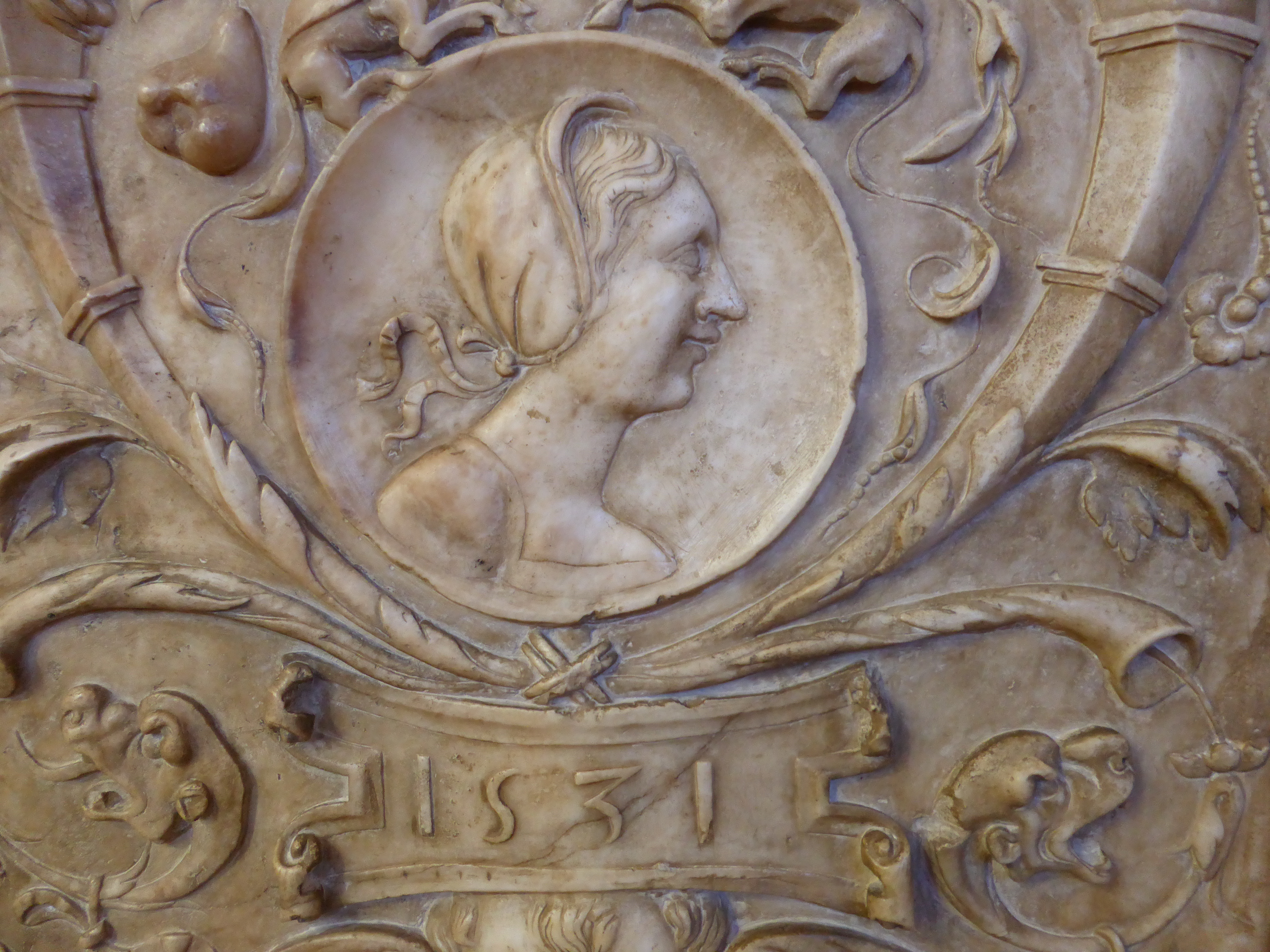
Retrato de Beatriz Galindo en su cenotafio de 1531. Se conserva en la iglesia del cuarto monasterio de la Concepción Jerónima, en Madrid

Beatriz Galindo encargó varios monumentos funerarios en memoria de su esposo y de ella misma, que fueron realizados al estilo renacentista plateresco en el año 1531. Esos cenotafios, o sepulcros vacíos, fueron instalados en los dos monasterios que fundó: la Concepción Francisca y la Concepción Jerónima. Tras su muerte, en 1535 en su propio Hospital, fue enterrada en la iglesia del primer Monasterio de la Concepción Jerónima, pero no en ese sepulcro, sino bajo el altar del coro alto. Sin embargo, fue en un tercer edificio donde se ubicaron en el siglo XIX los cuerpos (en sus respectivos mausoleos) de Beatriz y su esposo, dándose cuenta de que los cuerpos no estaban presentes. Tras muchos años de investigación, se descubrió que Beatriz estaba enterrada en el monasterio de San Jerónimo de Granada. Por encontrarse en mal estado este edificio, se trasladaron en 1891 tanto el cuerpo como los cenotafios a Madrid, al nuevo convento de la calle de Lista, y de allí pasaron a la cripta de la iglesia del cuarto monasterio de la Concepción Jerónima, en El Goloso. Tanto sus restos como esos cenotafios han ido acompañando a la comunidad religiosa en sus sucesivas sedes.
En cambio, los otros cenotafios del antiguo convento de la Concepción Francisca actualmente se encuentran en el museo de San Isidro. Estos sepulcros tienen motivos diferentes, aunque son del mismo estilo plateresco. Destaca la escultura yacente de Beatriz Galindo, en alabastro.

### En los siglosXXyXXI

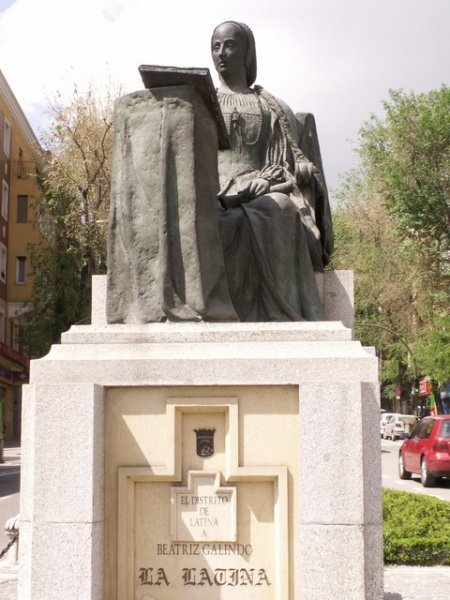
Monumento a Beatriz Galindo en el Paseo de Extremadura de Madrid, a la altura de Puerta del Ángel.

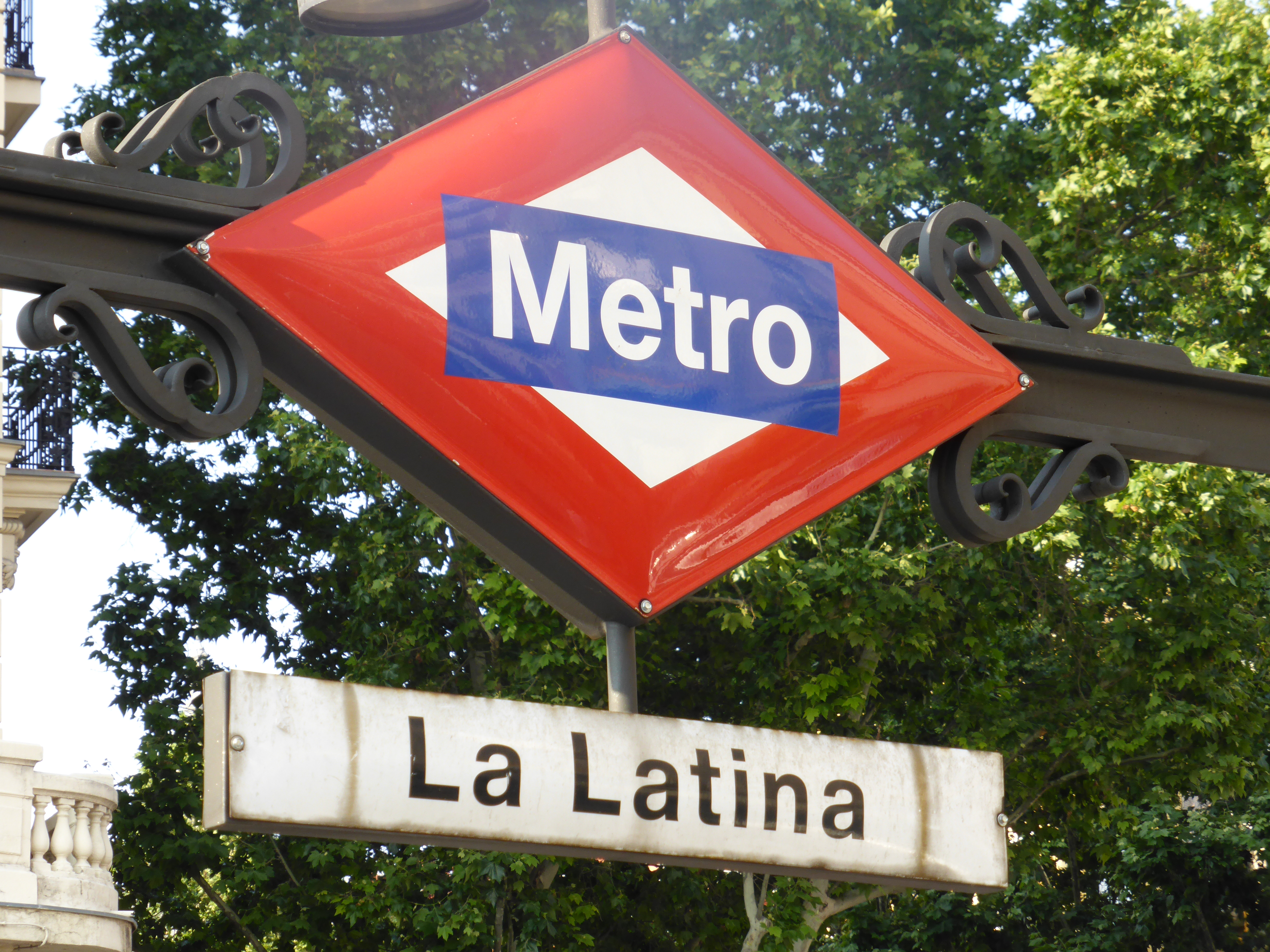
Cartel del metro de la estación de La Latina, en la calle Toledo, de Madrid.

Madrid honra de varias maneras la memoria de Beatriz Galindo: con el odónimo de la calle de Beatriz Galindo, en los jardines de Las Vistillas, y con los topónimos de dos divisiones del municipio, que aluden a ella por su apodo. El barrio de La Latina, en el casco antiguo, debe su nombre tradicional al antiguo hospital y convento fundados por Beatriz Galindo junto a la plaza de la Cebada. Además, en 1971 el ayuntamiento dio el nombre de Latina a uno de los distritos resultantes de dividir en tres el de Carabanchel, surgido en 1948 por la anexión de los municipios de Carabanchel Alto y Bajo. El distrito de Latina —que no se ha de confundir con el barrio de igual nombre, ni le es aledaño— erigió en 1999 un monumento a Beatriz Galindo en la plaza de la Puerta del Ángel: una estatua colosal de bronce, obra del escultor José Luis Parés, que representa a la dama sentada ante su supuesto escritorio.
Diversos centros de enseñanza llevan su nombre en España; así, al terminar la guerra civil, en 1940, fue fundado el Instituto de Enseñanza Secundaria Beatriz Galindo, en el palacio de Villapadierna de la calle de Goya, número 10 de Madrid. Otros centros de enseñanza se encuentran en Motril, Marbella, Alcalá de Henares (donde también tiene una calle), Bollullos de la Mitación, Salamanca y en el barrio de Aluche de Madrid.
Un Airbus 340-313X de la flota de Iberia, matrícula EC-GUQ, llevó también su nombre de 1998 a 2019.